# Živánská věž
Živánská věž je zřícenina středověké strážné věže na západním Slovensku v okrese Zlaté Moravce u obce Jedľové Kostoľany. Vznikla patrně ve druhé polovině 14. století a patřila panství hradu Hrušov. Hlídala významnou obchodní cestu údolím řeky Žitavy. Zanikla po roce 1708, kdy byl zničen hrad Hrušov. Původně měla několik pater, do dneška se zachovalo torzo severozápadní zdi do výše druhého patra.